# Familia Videla
La familia Videla es una antigua familia chileno-argentina originaria de Murcia (España) y radicada desde el siglo XVI en la región de Cuyo, principalmente en las ciudades de Mendoza y San Juan (Argentina)
Juan de Dios Videla Yepes (San Luis, siglo XVIII) se casó tres veces y tuvo 17 hijos; entre las decenas de miles de descendientes modernos se encuentra el dictador argentino Jorge Rafael Videla.
El apellido Videla solo tiene traducción en idiomas de origen eslavo y griego.

## Origen
Se ignora el origen exacto de este apellido, sin embargo se lo califica como una derivación o deformación del apellido vasco Villela.
Se han encontrado textos que señalan que el apellido Videla es originario y tuvo su primitiva casa solar en el Reino de Murcia.

## Armas
En campo de plata, un castillo en su color, adjurado de azur, con dos lobos empinantes de sable, superado con una estrella de ocho rayos de gules.

## Filiación
Su fundador, Alonso de Videla, nacido en Murcia (España) en 1528, asistió al descubrimiento en Sudamérica de Yungullo, Río Bermejo y las Sierras de Comechingones. Se alistó en Perú ante Francisco de Villagra para auxiliar a Pedro de Valdivia, pasando a la conquista de Chile antes de 1552, radicándose en la "ciudad de Coquimbo" (actual La Serena). En 1561 fue vecino fundador y encomendero de Mendoza, siendo regidor de esta ciudad en 1569 y 1579. En 1576 recibió mercedes de tierras en Cogeogüelén y Quebrada de los Ángeles en la provincia de Cuyo, y agraciado con una chacra en Mendoza en 1578. Falleció entre 1581 y 1583.
Se casó en Santiago de Chile con Catalina de León, nacida en Valdepeñas, España, con quien tuvo 9 hijos:
1. Alonso de Videla León, nacido en Mendoza alrededor de 1564, maestre de campo y encomendero. Casado antes de 1591 con Petronila de Guevara, hija de Pedro Díaz de Guevara y Beatriz Ladrón de Guevara. Con sucesión hasta el presente.
2. Andrés de Videla, nacido en Mendoza, capitán, vecino y encomendero de San Luis en 1595,[7] propietario de tierras en Mendoza en 1607. Teniente de corregidor y justicia mayor de San Luis en 1610. Se casó en 1601 con Ángela de Guevara, hija de Cristóbal Luis Pacheco y Mariana de Guevara (hermana de Petronila). Con sucesión hasta el presente.
3. Paula de Videla, nacida en Mendoza y casada en primeras nupcias con Nicolás Moyano Cornejo y Aguilar, y en segundas nupcias con Juan de Godoy y Alvarado, ambos nacidos en La Serena, Chile. Con sucesión hasta el presente.
4. Juan, fallecido en la infancia.
5. Diego, fallecido en la infancia.
6. Juan Segundo, fallecido en la infancia.
7. Juana, fallecida en la infancia.
8. Rosa, fallecida en la infancia, y
9. Faustina, fallecida en la infancia.

## Descendencia
Algunos miembros de esta familia son:
- Ricardo Videla, casado con Marcela Muñoz
- Blas Videla, militar y revolucionario argentino
- Claudio Videla, futbolista chileno
- Eufrasio Videla, militar y caudillo argentino
- Gabriel González Videla, presidente de Chile
- José Videla Castillo, militar y gobernador mendocino
- Jorge Rafael Videla, militar, presidente de facto y dictador argentino
- Juan de Dios Videla, militar argentino;
- Luis Videla, militar y político puntano
- Luis Ernesto Videla, empresario chileno
- Mario Videla, músico argentino
- Medardo Videla, político santafesino
- Nicolás Videla del Pino, sacerdote cordobés
- Ricardo Videla, historiador y político argentino
- Zenón Videla Dorna, terrateniente argentino
- Eugenio Videla Valdebenito, militar y gobernador chileno
- Sergio Videla Valdebenito, militar y gobernador chileno
- Adolfo Bioy Casares, escritor argentino
- Miguel de Videla y Pardo Parraguez, capitán de milicias argentino
- Francisco de Videla y Aguiar, teniente corregidor y de justicia mayor en Cuyo en 1755
- Fray Manuel de Videla y Correa de Saa, fraile franciscano, bautizado el 18 de junio de 1743
- Ramon de Videla y Correa de Saa, religioso jesuita, bautizado el 6 de septiembre de 1750
- Maria Josepha de Videla y Correa de Saa, casada con el Capitán Raymundo Pelliza de Morales en 1772
- María Chantal Videla, cantante y bailarina filipino-argentina
- Juan Amancio de Videla y Chacón, monseñor, vicerrector del Colegio de Mendoza, fallecido en 1861
- Reinaldo Videla Riquelme
- Jorge René Videla, soldado en la guerra de las Malvinas
- Francisco Videla Mardones, periodista, cineasta y programador chileno
- Pedro Videla, héroe de la guerra del Pacífico
- Matías Videla Webert, operario